# Satau Darau
Satau Darau – gaun wikas samiti w zachodniej części Nepalu w strefie Gandaki w dystrykcie Syangja. Według nepalskiego spisu powszechnego z 2001 roku liczył on 600 gospodarstw domowych i 2615 mieszkańców (1429 kobiet i 1186 mężczyzn).